# Carolina Gynning
Carolina Gynning, tidigare Gynning Nilsson, ursprungligen Nilsson, född 6 oktober 1978 i Maria församling i Helsingborg, är en svensk glamourmodell, programledare, bloggare, sångerska, skådespelare, dokusåpadeltagare och konstnär.

## Biografi
Carolina Gynning föddes i Helsingborg 1978 och bodde sina första år i Höganäs, men växte sedan upp med sin familj i Falsterbo. Hon har berättat att hon var ett lugnt och ordningsamt barn som liten men runt 12-årsåldern förändrades över en natt till en vild tjej. Hon gick estetiska programmet med inriktning bild & form på gymnasiet Spyken i Lund. När hon var 16 år blev hon upptäckt av en modefotograf vid en busshållplats i Falsterbo, och vid sidan om gymnasiet gjorde hon sedan diverse modelljobb i Sverige. Hon fick så småningom modelljobb även i städer som Aten, Milano och Paris. Hon bodde och arbetade utomlands under 10 års tid.
Hon är dotter till konstnären Agneta Gynning. Hennes morfars bror var målaren och textilkonstnären Lars Gynning.

### TV-personlighet och programledare
Efter att ha arbetat några år som utvikningsmodell blev Gynning först mer allmänt känd 2004 som deltagare och vinnare i den svenska varianten av tv-programmet Big Brother. Gynning var även deltagare i 2006 års version av svenska TV4:s program Let's Dance. Under våren och sommaren 2006 var hon reporter i Viasats Formel 1-program Studio F1 tillsammans med Tore Kullgren, och var under hösten en av fem programledare i TV4:s Förkväll samt skribent i gratistidningen Punkt se. Under hösten 2007 ledde Gynning auditiondelen av TV4:s Idol tillsammans med Carina Berg. Under våren 2008 ledde Gynning programmet I huvudet på Gynning som sändes på Kanal 5 samma år var hon programledare för talangprogrammet Hitmakers. I maj 2008 skrev Carolina Gynning på ett nytt kontrakt för TV4. Sommaren 2008 startade hon en blogg.
Hösten 2008 ledde Carolina Gynning tillsammans med Carina Berg TV4:s storsatsning Stjärnor på is. Under våren 2009 ledde hon Hjälp! Jag är med i en japansk tv-show som sändes på TV4. Sommaren 2009 ledde hon tillsammans med Carina Berg Sommarkrysset på TV4.

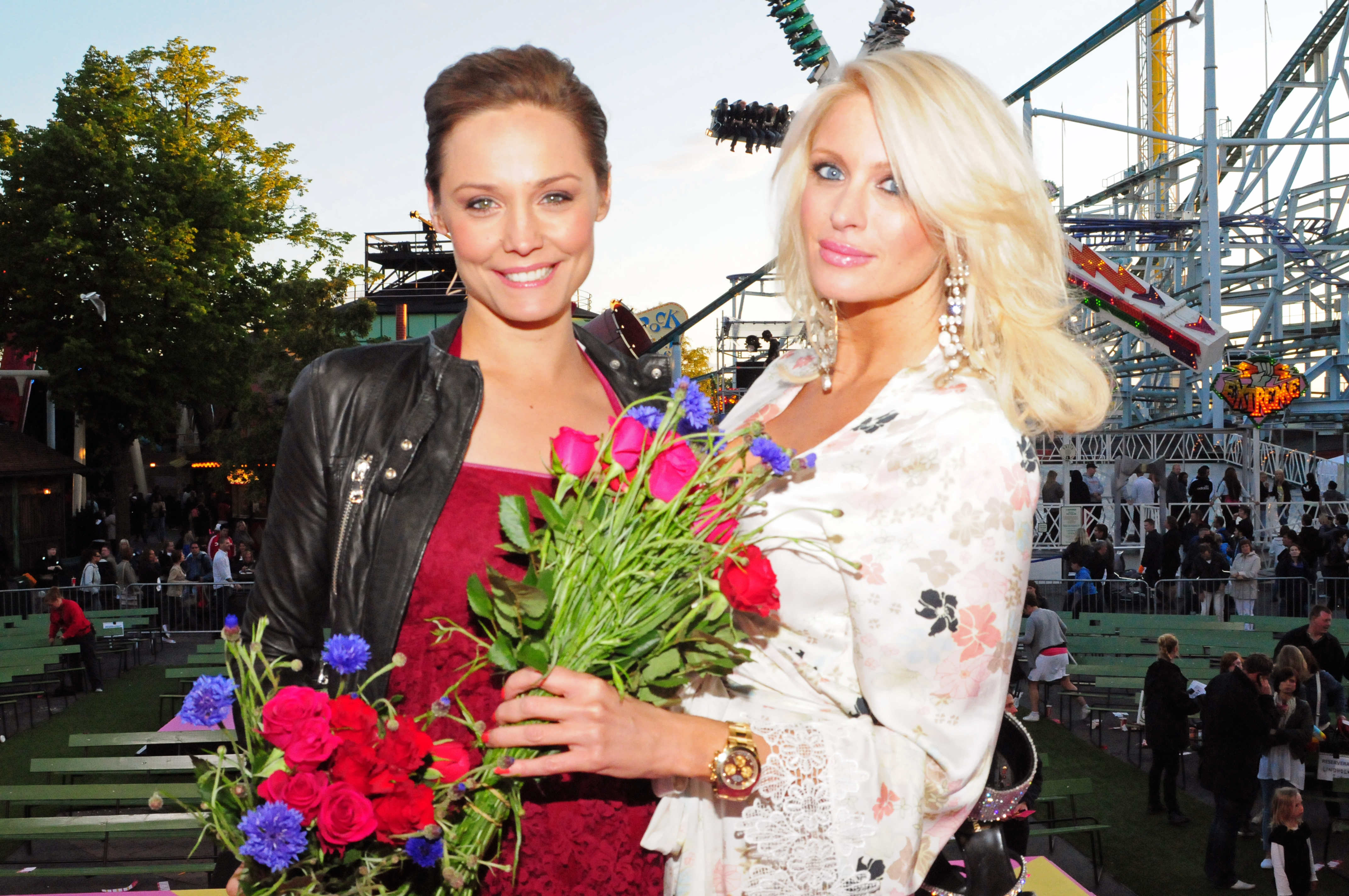
Carolina Gynning (till höger) och Carina Berg på Gröna Lund under Sommarkrysset, 2008.

2013 var hon sommarvärd i Sommar i P1.

### Skådespelare
Några månader innan Gynning medverkade i Big Brother var hon med i den franska filmen Happily Ever After med bland annat Johnny Depp. I filmen spelade hon "Zoe". I Jesper Ganslandts film Blondie (2012) spelar Gynning en av huvudrollerna mot bland andra Marie Göranzon, Helena af Sandeberg och Alexandra Dahlström.

### I huvudet på Gynning
Den 8 februari 2008 släppte Carolina Gynning sin första singel "Allt jag tar på blir till guld". I hennes första egna program I huvudet på Gynning fick man följa hennes väg från inspelning till musikvideo. I programmet skapade Gynning även en parfym vid namn "Perfect". Hon skapade doften själv och spelade in en reklamfilm. I slutet av programmet fick Carolina Gynning besked om att hennes parfym skulle ut i affärerna. I programmet sade Gynning bland annat: "Jag vill att parfymen ska säljas på NK eller Åhléns". 
I september 2009 lanserades Gynnings doft "Go Girl!" och hon blev därmed den enda kvinnan i Sverige som har en egen parfym.

### Skribent
2005 skrev Gynning den självbiografiska boken Ego girl, där hon berättar om hur hon som 17-åring upptäcktes som modell och förlorade sig i en värld av sex och droger, innan hon redde ut sitt liv igen. 2007 gavs e-postkorrespondensen mellan henne och mediepersonligheten Alex Schulman ut i bokform.
I slutet av 2008 började Gynning tillsammans med Ingrid Carlqvist att skriva boken Ego Woman, en fortsättning på Ego Girl. Boken gavs ut 2009 av förlaget Tivoli. Samma år kom drinkboken Min natt med martini.
2011 debuterade hon som skönlitterär författare med deckaren Laura – flickan från havet utgiven av förlaget Bladh by Bladh. Idén till boken fick hon efter att ha träffat Jens Lapidus, författare till bland annat Snabba cash. Gynning har uppgett att hon ville skildra kvinnorna som rör sig i den undre världen kring Stureplan i Stockholm. Hon har beskrivit sin deckargrenre som "dirty crime". 2012 kom den fristående fortsättningen Vanessa – flickan i glaskupan.

### Konstnär
Gynning ägnar sig även åt konstskapande och har regelbundet ställt ut sin konst. I april 2009 höll hon vernissage på Ystad Saltsjöbad. Utställningen mottogs väl och de 15 verken, bland annat Bleeding Barbie och Cat Power, såldes snabbt för sammanlagt 1,2 miljoner kronor enligt egen utsago.
Hon har även designat en glasserie för affärskedjan Cervera.

### Poddande
Sedan februari 2019 driver hon podden Gynning & Berg, med undertiteln "Hittar sig själva". Podden produceras för Spotify och leds tillsammans med Carina Berg, en vän sedan 15 år tillbaka.

## Priser
Carolina Gynning vann Aftonbladets tv-pris år 2007 för årets bästa kvinnliga personlighet. Priset överlämnades av Wentworth Miller.
I slutet av 2008 var Gynning med på listan över Sveriges mäktigaste personer. Hon kom på 37:e plats. Carolina Gynning kom även med på Stureplans "Årets Innelista", där hon kom på 6:e plats. På "Stureplans 100 mäktigaste" hamnade hon på 21:a plats.

## Privatliv och övrigt
Gynning har varit sambo med Alexander Lydecker. De separerade våren 2018. Paret har två döttrar, födda 2012  respektive 2014. I juni 2021 fick Gynning sin tredje dotter med pojkvännen Viktor Philipson. I mars 2025 meddelade hon att hon väntade sitt fjärde barn, också är tillsammans med Philipson.

### Silikonimplantat

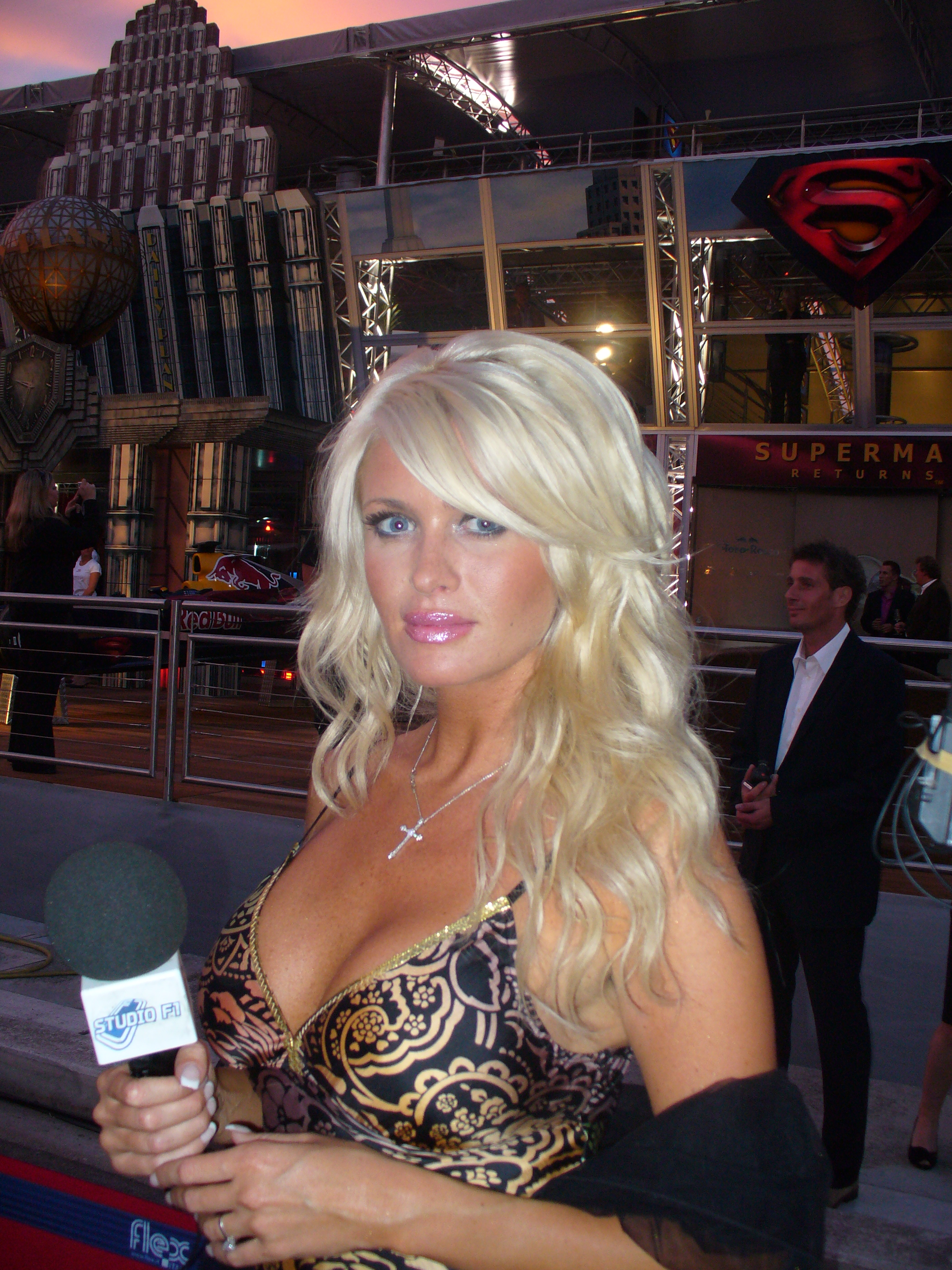
Gynning vid Monacos Grand Prix 2006, innan implantaten togs ut.

I januari 2007 gick Gynning ut med ett löfte om att byta ut och sälja sina silikonimplantat, då hon inte längre ansåg sig trivas i dubbel D-kupa utan istället önskade gå ner till mindre implantat och kupstorlek C. Hon har också i en intervju sagt "Jag ville skapa en tjej som kunde tillfredsställa män och vara sexig, det är så fel. Jag trodde att min självbild skulle bli bättre, men den blev ännu sämre". I början av februari 2007 opererades implantaten ut, vilket förevigades av fotografen Elisabeth Ohlson Wallin. Implantaten lades i en plexiglaskista och såldes därefter på auktionssajten eBay; fyra år senare hade köparen dock inte hämtat implantaten. Intäkten skänktes till välgörande ändamål.

## Karriär i urval

### TV-program i urval som programledare
| År   | Program                                | Notering                                                                                             |
| ---- | -------------------------------------- | --- |
| 2006 | Studio F1                              | Reporter                                                                                             |
| 2006 | Förkväll                               | Första programledarjobbet tillsammans med Carina Berg och Kayo med flera. Ledde även programmet 2010 |
| 2007 | Idol 2007                              | Ledde auditions tillsammans med Carina Berg                                                          |
| 2008 | I huvudet på Gynning                   | Första egna tv-program                                                                               |
| 2008 | Hitmakers                              | |
| 2008 | Stjärnor på is                         | Tillsammans med Carina Berg                                                                          |
| 2009 | Hjälp, jag är med i en japansk tv-show | |
| 2009 | Sommarkrysset                          | Vikarierande programledare tillsammans med Carina Berg                                               |
| 2009 | Dagens man                             | Ledde även säsong 2 av serien 2010                                                                   |

### TV-program i urval
| År   | Program                          | Notering                                  |
| ---- | -------------------------------- | ----------------------------------------- |
| 2004 | Big Brother                      | Deltagare                                 |
| 2005 | Fångarna på fortet               | Deltagare                                 |
| 2006 | Let's Dance                      | Deltagare                                 |
| 2006 | 45 minuter                       | Gäst                                      |
| 2006 | Studio Virtanen                  | Gäst                                      |
| 2007 | Klick                            | Gäst                                      |
| 2007 | Roomservice                      | Gäst                                      |
| 2007 | Fråga Olle                       | Gäst                                      |
| 2008 | Vakna med The Voice              | Återkommande gäst                         |
| 2008 | Lilla Al-Fadji & Co              | Gäst                                      |
| 2008 | Robins                           | Gäst                                      |
| 2008 | Videokväll hos Luuk              | Gäst                                      |
| 2008 | Efter tio                        | Gäst                                      |
| 2008 | Kobra                            | Gäst                                      |
| 2009 | Nyhetsmorgon                     | Speciell gäst                             |
| 2009 | Årets tv-tittare                 | Ställde fråga tillsammans med Carina Berg |
| 2009 | Grammisgalan                     | Prisutdelare                              |
| 2009 | Hjälp!                           | Rysk tjej                                 |
| 2009 | Söndagsparty med Filip & Fredrik | Gäst                                      |
| 2011 | Hellenius hörna                  | Gäst                                      |
| 2014 | Talang Sverige 2014              | Jurymedlem                                |
| 2015 | Flickvän på försök               | Gäst                                      |
| 2017 | Stjärnhoppningen                 | Deltagare                                 |
| 2017 | Torpederna                       | Skådespelare                              |
| 2018 | Lingonligan                      | Camilla                                   |
| 2020 | Bytt är bytt                     | Deltagare                                 |
| 2022 | Bianca                           | Gäst                                      |
| 2022 | Stjärnorna på slottet            | Stjärna                                   |

### Diskografi
| År   | Titel                                   |
| ---- | --------------------------------------- |
| -    | "I Will Never Give It Up"               |
| 2008 | "Allting som jag tar på blir till guld" |

### Film
| År   | Film                                 | Roll      | Notering          |
| ---- | ------------------------------------ | --------- | ----------------- |
| 2004 | ...and They Lived Happily Ever After | Zoé       | Första filmrollen |
| 2010 | För kärleken                         | Sig själv |                   |
| 2012 | Blondie                              | Elin      |                   |
| 2022 | Triangle of Sadness                  | Ludmilla  |                   |